# Colemak-Tastaturbelegung

Colemak-Layout

Colemak ist ein gemeinfreies Tastaturlayout, das 2006 von Shai Coleman für die englische Sprache erstellt wurde.
Viele Betriebssysteme unterstützen das Colemak-Layout, so macOS, Linux, Android, Google ChromeOS und freie BSDs. Windows unterstützt das Layout seit dem Update 2024H2 für Windows 11. Für ältere Windows-Versionen kann sie nachinstalliert werden. Für iOS existieren, wie für Dvorak auch, Drittanbieter-Apps.

## Überblick
Colemak wurde mit dem Ziel erstellt, eine sinnvollere Tastaturbelegung zu bieten, bei der sich die einzelnen Finger weniger bewegen müssen. Im Gegensatz zu Dvorak, das stark vom QWERTY-Layout abweicht, hat Colemak die Intention, einen leichten Um- beziehungsweise Einstieg zu ermöglichen. Er soll sich kürzer gestalten als ein Umstieg auf Dvorak, der oftmals mehrere Monate dauern kann.